# Begonia grisea
Begonia grisea es una especie de planta perenne perteneciente a la familia Begoniaceae. Es originaria de Sudamérica.

## Distribución
Es originaria de Brasil donde se encuentra en la Caatinga y el Cerrado distribuidas por Pernambuco, Bahia y Minas Gerais.

## Taxonomía
Begonia grisea fue descrita por Alphonse Pyrame de Candolle y publicado en Annales des Sciences Naturelles; Botanique, série 4 11: 138. 1859.
Sinonimia
- Begonia ragozinii Schwacke	[3]